# アニメソング史上最大の祭典〜アニメロサマーライブ〜
『アニメソング史上最大の祭典〜アニメロサマーライブ〜』（アニメソングしじょうさいだいのさいてん アニメロサマーライブ）は、NHK BSプレミアムで2013年（平成25年）から2017年（平成29年）にかけて放送された特別番組。正式タイトルは西暦年号が入り「アニメソング史上最大の祭典〜アニメロサマーライブ201X〜」となる。
2019年（令和元年）は『アニソン！プレミアム！presents 豪華祭典！アニメロサマーライブ』（アニソン プレミアム プレゼンツ ごうかさいてん アニメロサマーライブ）とタイトルを改題し、2019年12月1日から12月15日の3週にわたって放送された。

## 概要
アニメソング界のトップアーティスト達が一同に揃うアニメソングコンサートの最高峰「Animelo Summer Live」のステージの模様を放送する特別番組。2013年から開催約2ヶ月半後の11月中旬から複数回に分けて放送されており、2013年・2017年は1日につき1週2時間枠を3週間、2014年から2016年は1日を前後編に分けた合計6週間で放送された。また、2017年は塩澤大輔アナウンサーらによるライブの裏話を取り上げる副音声企画も実施。
放送される曲目は基本的にコラボレーションの大半の楽曲、主要歌手から2曲ずつ、その他の歌手から1曲ずつとなっている。また実際のセットリストの順番とは異なっている場合もある。
2018年のAnimelo Summer LiveはBSフジが主催に入ったため、ライブ本編を扱う特別番組は同局に移管されたが、2019年のAnimelo Summer Liveは2年振りにBSプレミアムでの放送となり、タイトルも改題となり、2019年冬に放送予定であることが、2019年7月7日の『アニソン!プレミアム!』内で発表された。なお、2018年は事実上の代替番組として、『アニソン!プレミアム!2018』が12月29日（NHK BS4Kでは12月31日）に放送された。

## 放送時間
2013年
- 11月17日 - 12月1日 日曜 22:50 - 翌0:50[4]

再放送
- 2014年2月16日 - 3月2日 月曜 0:25 - 2:25
- 2014年7月13日 - 27日 日曜 1:30 - 3:30
- 2014年11月7日 - 9日
  - 11月7日 1:10 - 3:10（第1夜）・7日 2:05 - 4:05（第2夜）・8日 1:00 - 3:00（第3夜）

2014年
- 11月16日 - 12月21日 日曜 23:00 - 翌0:00[5]
  - 12月21日Vol.6のみ5分間拡大、23:00 - 翌0:05放送。

再放送
- 2015年2月4日 - 3月10日
  - 2月4日-25日 水曜 0:15 - 1:15（Vol.1 - 4）・3月3日 23:45 - 24:45（Vol.5）・3月10日 23:45 - 24:50（Vol.6）
- 2015年8月25日 - 27日 各開催日ごとに2本を連続放送。
  - 8月25日 1:00 - 3:00（Vol.1・2）・25日 1:15 - 3:15（Vol.3・4）・26日 1:00 - 3:05（Vol.5・6）

2015年
- 11月15日 - 12月20日 日曜23:00 - 翌0:10[6]

再放送
- 2016年6月12日 - 7月17日 日曜 1:15 - 2:25

2016年
- 11月13日 - 12月18日 日曜22:50 - 23:50[7]

再放送
- 2017年11月15日 - 17日 各開催日ごとに2本を連続放送。
  - 11月15日 2:15 - 4:13（Vol.1・2）・16日 2:30 - 4:28（Vol.3・4）・17日 2:50 - 4:48（Vol.5・6）

2017年
- 11月19日 - 12月3日 日曜22:50 - 翌0:50[1]

再放送
- 2018年1月5日（Vol.1 副音声は音量バランスを再調整[8]）・7日（Vol.2） 0:45 - 2:45・8日 0:30 - 2:30（Vol.3）[9]

2019年
- 12月1日 - 12月15日 日曜 22:50 - 翌0:50

再放送
- 2020年8月7日 0:45 - 2:45（Vol.1）・8月8日 0:30 - 2:30（Vol.2）・8月10日 0:55 - 2:55（Vol.3）

## 放送曲目
放送日情報のカッコ内は公演日。

## スタッフ
- 映像提供：MAGES.
- ナレーション：小野寺一歩（2014・15年）、塩澤大輔（2016年）、高槻かなこ（2017年Vol.1）、三森すずこ（2017年Vol.2）、内田真礼（2017年Vol.3）、豊崎愛生（2019年Vol.1）
- 副音声出演：塩澤大輔・齋藤P（齋藤光二Animelo Summer Liveゼネラルプロデューサー）（2017年・19年共通）、高槻かなこ（2017年Vol.1[10]）、三森すずこ（2017年Vol.2[11]、Vol.3（ミルキィホームズ出演パートでシャーロック・シェリンフォードとして[12][13]））、内田真礼（2017年Vol.3[14]）、豊崎愛生（2019年Vol.1[15]）
- ディレクター：小野口道彦（2013・14年）、川田洋平(2015年)、守屋篤(2016・17年)
- 取材：古賀哲平（2013・14年）、井上勇人（2015年）、大西智弥(2016・17年)
- プロデューサー：岡村倫裕、山岡剛裕(いずれも2016・17年)
- 製作統括：石原真（2013年）、山田良介(2014・15年)、山中宏之(2014-17年)、茂山圭司(2016・17年)
- 製作：NHKエンタープライズ
- 制作協力：CRAZY TV（2015-17年）
- 制作・著作：NHK

## 関連番組
- MUSIC JAPAN 新世紀アニソンSP（2009 - 11年、総合テレビ・BS2）
- 音楽熱帯夜「水樹奈々 LIVE UNION 2012」（2012年11月24日、BSプレミアム）
- アニソン奇跡の夜〜KING SUPER LIVE 2015〜（2015年9月6日・13日、同上）
- アニソンヒストリージャパン（2016年3月31日・5月1日、同上）
- アニソン!プレミアム!（2018年12月29日・2019年4月7日 - 2021年2月28日、同上）